# Bathroxena
Bathroxena is een geslacht van vlinders van de familie van de Meessiidae. Dit geslacht is voor het eerst wetenschappelijk beschreven door Edward Meyrick in een publicatie uit 1919.
Dit geslacht is monotypisch, dat wil zeggen dat het maar één soort heeft namelijk Bathroxena heteropalpella (Dietz, 1905) uit de Verenigde Staten.